# Antonio González Pacheco
Juan Antonio González Pacheco, más conocido como Billy el Niño (Aldea del Cano, Cáceres, 10 de octubre de 1946-Madrid, 7 de mayo de 2020), fue un policía español, miembro del Cuerpo General de Policía en la Brigada Político-Social durante la dictadura franquista, conocido por torturar a numerosos opositores políticos. En plena transición hacia la democracia fue ascendido a inspector del Cuerpo Superior de Policía para posteriormente dejar el Cuerpo en 1982.

## Biografía
Nació en 1946 en Aldea del Cano (Cáceres).
Durante la dictadura franquista ingresó en el Cuerpo General de Policía y llegó a ser número dos del comisario Roberto Conesa en la Brigada Político-Social. Pronto se hizo conocido por las palizas y los malos tratos que infligía a los detenidos durante los interrogatorios en la sede de la Dirección General de Seguridad. Ya en 1974 un juzgado le condenó a una multa por las coacciones y malos tratos infligidos al periodista Paco Lobatón. El exparlamentario regional José Luiz Uriz le relacionó con la muerte del estudiante Enrique Ruano, ocurrida en 1969 en circunstancias no esclarecidas del todo.
A partir de 1977, en pleno proceso de la Transición, pasó a ser inspector del Cuerpo Superior de Policía e integrado en la nueva Brigada Central de Información, tras la desaparición de la Brigada Político-Social. En esta época se destacó en la lucha antiterrorista contra el GRAPO, en especial por la liberación del presidente del Consejo de Estado, Antonio María de Oriol, que había estado secuestrado por aquel grupo. En julio de ese año el ministro de la Gobernación Rodolfo Martín Villa le concedió la medalla de plata al Mérito Policial. A esta se unieron posteriormente otras tres más.
En 1981 fue trasladado a la Comisaría General de Policía Judicial, lo que se interpretó como una medida para «intentar mejorar la imagen de la Brigada Central de Información». Poco después, en 1982 abandonó la policía y desde entonces pasó a trabajar como jefe de seguridad para varias empresas privadas, como Renault España. También montó una empresa de seguridad e información con el apoyo de su mujer, y está implicado en el Caso Villarejo, un caso de corrupción política y empresarial. Mediante esta empresa logró facturar entre 2002 y 2016 1,9 millones de euros.
El 18 de septiembre de 2013 la jueza argentina María Servini dictó orden internacional de búsqueda y captura contra él y otros cuatro antiguos miembros de las fuerzas de seguridad franquistas. La justicia argentina le reclamaba por un delito de torturas cometido contra trece personas entre 1971 y 1975, sobre la base de una querella realizada por antiguos opositores a la dictadura franquista. En vistas de una posible extradición, el 5 de diciembre la Audiencia Nacional le retiró el pasaporte y le ordenó presentarse cada semana en sede judicial. En abril de 2014 la Audiencia Nacional rechazó la extradición de González Pacheco, argumentando que dichos delitos de torturas están «ampliamente prescritos», en oposición al razonamiento jurídico de la magistrada Servini.
El 10 de mayo de 2018, la Asociación para la Recuperación de la Memoria Histórica solicitó al Ministerio del Interior que se le retirase la medalla al mérito policial concedida en 1977, petición que fue rechazada por el ministro Juan Ignacio Zoido. Sin embargo, tras el cambio de gobierno, el nuevo ministro Fernando Grande-Marlaska decidió retomar el estudio de la petición.
Aficionado al atletismo, se le vio correr varias maratones, como la de Nueva York o la de Madrid.
El 7 de marzo de 2019 un juzgado de Madrid admitió a trámite la querella presentada por Miguel Ángel Gómez, representado por la plataforma de víctimas del franquismo CEAQUA, por el delito de lesa humanidad.
Falleció en la clínica San Francisco de Asís de Madrid a los 73 años el 7 de mayo de 2020 por COVID-19 durante la pandemia de 2020. Tras su fallecimiento, el Congreso de los Diputados acordó retirarle las medallas que le habían sido concedidas a lo largo de su carrera policial. Esto se consiguió con los siguientes votos:  207 votos a favor, 57 en contra y 86 abstenciones, y con el siguiente texto:  "La proposición insta al Gobierno a "revocar de forma efectiva las condecoraciones y recompensas concedidas por el Estado a funcionarios y autoridades de la dictadura franquista que, antes o después de la concesión, hubiesen realizado actos u observado conductas manifiestamente incompatibles con los valores democráticos y los principios rectores de protección de los Derechos Humanos".

## En la ficción
El personaje Cisko Kid, interpretado por Alberto Alonso López, de la película Siete días de enero (1979), está basado en González Pacheco.
En la temporada 9 de Cuéntame cómo pasó, interpretado por Juli Fábregas, aparece interrogando a Toni Alcántara  cuando la Policía Franquista descubre propaganda comunista en su cartera.